# Mauritânia nos Jogos Olímpicos de Verão de 2000
Mauritânia participou dos Jogos Olímpicos de Verão de 2000 em Sydney, Austrália.